# Hemiaufidus
Hemiaufidus is een geslacht van halfvleugeligen uit de familie schuimcicaden (Cercopidae). De wetenschappelijke naam van dit geslacht is voor het eerst geldig gepubliceerd in 1920 door Schmidt.

## Soorten
Het geslacht Hemiaufidus omvat de volgende soorten:
- Hemiaufidus elsa Schmidt, 1920
- Hemiaufidus gerda Schmidt, 1920
- Hemiaufidus mentaweiensis Schmidt, 1920
- Hemiaufidus peninsularis Lallemand, 1939